# Hipólito Mora
Hipólito Mora Chávez (Buenavista Tomatlán, Michoacán, 26 de julio de 1955-La Ruana, Michoacán, 29 de junio de 2023) fue un agricultor, empresario y político mexicano. Fue el fundador de los grupos de Autodefensas, establecidos el 24 de febrero de 2013, como reacción a los constantes embates y a la coerción ejercida por el cartel de Los Caballeros Templarios.
Desde la creación de las autodefensas, mantuvo un vínculo estrecho con representantes del gobierno federal, en particular con altos cargos militares y de la Policía Federal. Su colaboración fue crucial para localizar laboratorios destinados a la producción de drogas sintéticas. Dicha proximidad lo transformó en un frecuente interlocutor ante las autoridades.
Según él mismo confesó, su decisión de declararle la guerra a la delincuencia se materializó cuando los criminales prohibieron a su hijo recolectar limones en su propia finca.

## Biografía y carrera

### Primeros años
Nació en el municipio de Felipe Carrillo Puerto, más conocido como La Ruana. Se sabe poco de su niñez, de familia que trabajaba en el campo, empezó a sembrar algodón a los 18 años en un terreno que le regaló su hermano mayor, desde entonces se dedicó a la agricultura. Mora, de 58 años, con 11 hijos, es un productor agrícola que tiene 15 hectáreas de limoneros en La Ruana, una comunidad de unos 10,000 habitantes en la región conocida como Tierra Caliente, en el estado suroccidental de Michoacán. Como muchos pobladores de la zona, Hipólito Mora siempre iba armado, con una pistola que conservaba discretamente en la cintura.

### Fundación de los Grupos de Autodefensa
Según las palabras del propio Hipólito, el cartel de Los Caballeros Templarios se adueñó de los huertos de limón de la localidad, estos decidían que días podían cosechar, y que días no podían hacerlo. Un día Hipólito Mora vio a su hijo Manuel Mora, recostado en una hamaca con las manos en la cabeza, cuando Hipólito le cuestionó que es lo que le pasaba, su hijo le contestó que los dueños de las empacadoras no le habían recibido su cosecha. Inmediatamente Hipólito tomó su pistola y se dirigió con el dueño de la empacadora para reclamar lo sucedido con su hijo, ahí, el dueño de la empacadora le recalcó que los verdaderos jefes eran los Templarios, a lo que Mora contestó: A mi no me importa, mañana le recibes a mi hijo no se como le vas a hacer. Después de lo sucedido, Hipólito Mora recibe una llamada por teléfono de un amigo de Tepacaltepec con el que había planeado el levantamiento años atrás, que le dijo (ya hay gente interesada en hablar contigo) unas semanas después, exactamente La Ruana fue la primera localidad que se levantó en armas contra el cartel de Los caballeros templarios, el 24 de febrero de 2013. Buenavista Tomatlán se sumó semanas después. Hipólito contrató un vehículo publicitario, citando a sus vecinos a una reunión en el centro de la localidad para invitarlos a levantarse en armas contra los caballeros templarios, rápidamente el movimiento cobró fuerza y se extendió a otros municipios de Michoacán. En una entrevista, Hipólito narró como fueron los inicios del movimiento y como fueron los primeros enfrentamientos entre el cartel y las Autodefensas.

### Enfrentamientos contra el narcotráfico
El 16 de diciembre de 2014 se da un enfrentamiento en La Ruana, entre el grupo liderado por Hipólito Mora, y el grupo liderado por El Americano, con un saldo de 11 muertos, entre ellos el hijo de Hipólito Mora. Hipólito Mora es detenido por haber participado en el enfrentamiento, pero es puesto en libertad nuevamente.
Después de haber participado como candidato a una diputación federal, Hipólito Mora regreso a su casa, y se dedica a atender a su familia, pero según palabra de Mora, su lucha no ha terminado.
En 2015 le es entregado el reconocimiento al Mérito Ciudadano por sus acciones en contra de la delincuencia organizada.

### Candidaturas políticas
En marzo de 2015 Mora fue anunciado por el partido Movimiento Ciudadano como candidato a diputado federal por el distrito XII de Michoacán con sede en Apatzingán, para las elecciones federales celebradas en junio de ese año, aunque finalmente no resultó elegido en las votaciones. En 2018 abandonó el partido por diferencias con la dirigencia nacional debido a que no fue nombrado como candidato en las listas plurinominales de ese instituto político.
El 9 de diciembre de 2020 fue elegido como el candidato del Partido Encuentro Solidario a la gobernatura de Michoacán de cara a las elecciones estatales del 2021, el 11 de marzo de 2021 se hizo oficial su registro para contender en los comicios. En las elecciones celebradas el 6 de junio, Mora consiguió 54,794 votos en el estado, equivalente al 3.13% de los sufragios emitidos, siendo la quinta candidatura en orden de votos recibidos.

## Vida personal y muerte
Hipólito Mora Chávez, estuvo encarcelado en dos ocasiones en Estados Unidos, por posesión de drogas llevó procesos penales en los Estados Unidos, fue arrestado el 22 de junio de 1989 para cumplir una pena de cuatro años por posesión de drogas. En 1993, Mora Chávez fue apresado por segunda vez y fue deportado a México en 1995 debido a sus antecedentes criminales.
El 29 de junio de 2023, Mora falleció a los 67 años de edad, luego de ser emboscado y asesinado a disparos en un ataque armado. El armamento utilizado para perpetrar el asalto fue con fusiles barrett, que perforaron la camioneta blindada en la que se trasladaba, que posteriormente fue incendiada. Tres policías que llevaba como escolta también fueron asesinados en el ataque.